# Afrixalus wittei
Afrixalus wittei är en groddjursart som först beskrevs av Laurent 1941.  Afrixalus wittei ingår i släktet Afrixalus och familjen gräsgrodor. IUCN kategoriserar arten globalt som livskraftig. Inga underarter finns listade i Catalogue of Life.